# Giro del Veneto 1967
Il Giro del Veneto 1967, quarantesima edizione della corsa, si svolse il 23 settembre 1967 su un percorso di 256,9 km. La vittoria fu appannaggio dell'italiano Luciano Galbo, che completò il percorso in 6h55'00", precedendo i connazionali Marino Basso e Flaviano Vicentini.

## Ordine d'arrivo (Top 10)
| Pos. | Corridore          | Squadra              | Tempo    |
| ---- | ------------------ | -------------------- | -------- |
| 1    | Luciano Galbo      | Max Meyer            | 6h55'00" |
| 2    | Marino Basso       | Mainetti             | a 25"    |
| 3    | Flaviano Vicentini | Salvarani            | s.t.     |
| 4    | Michele Dancelli   | Vittadello           | s.t.     |
| 5    | Franco Cribiori    | G.B.C.-Itla-TV Color | s.t.     |
| 6    | Imerio Massignan   | Salamini-Luxor TV    | s.t.     |
| 7    | Italo Zilioli      | Salvarani            | s.t.     |
| 8    | Luciano Soave      | Salamini-Luxor TV    | s.t.     |
| 9    | Giuseppe Grassi    | Filotex              | s.t.     |
| 10   | Tommaso De Prà     | Molteni              | s.t.     |